# Обогатен уран
Обогатен уран е количество уран, в което процентното количество на уран-235 е било увеличено чрез процеса на изотопно обогатяване. Естественият уран съдържа 99,284% от изотопа уран-238 и само 0,72 % от теглото му се състои от уран-235. Въпреки това, уран-235 е единственият изотоп, срещащ се в природата, в който може да бъде предизвикан разпад с термични неутрони.
Обогатеният уран е ключова съставка както за цивилната ядрена енергия, така и за военното ядрено оръжие. Международната агенция за атомна енергия се опитва да наблюдава и контролира запасите от и производството на обогатен уран в усилията си да прекрати разпространението на ядрени оръжия.
Излишното количество U238, останало след обогатяването, е известно като обеднен уран и е значително по-малко радиоактивен дори и от естествения уран, макар плътността му да е все така висока. Използва се за броня, бронебойни оръжия и други приложения, изискващи изключително плътен материал, но само 5 процента от него влизат в употреба – останалата част се складира в обогатителните фабрики.